# Sa hoàng

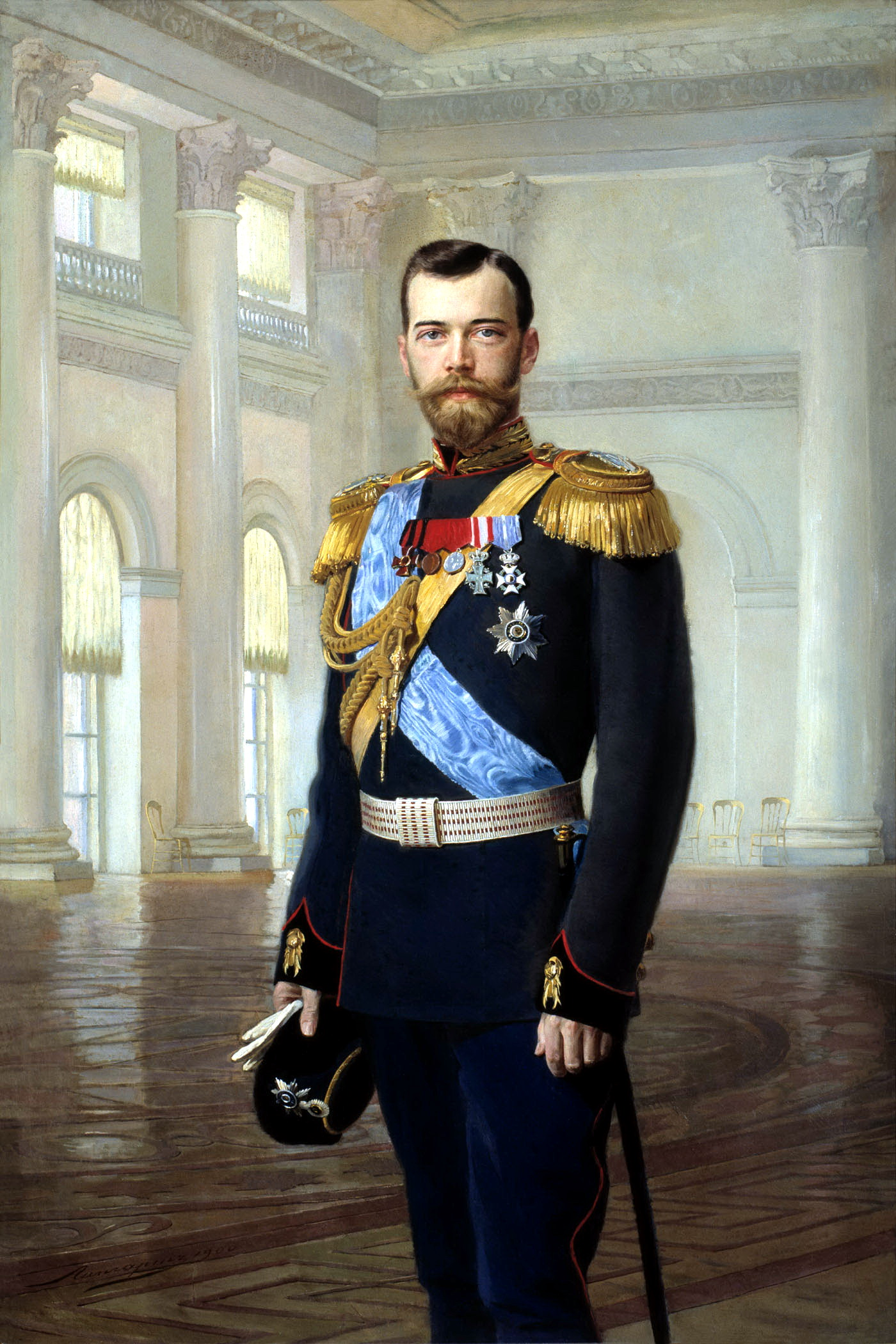
Nikolai II, Sa hoàng cuối cùng của nước Nga

Sa hoàng (tiếng Anh: Tsar; /zɑːr, sɑːr/ hay /tsɑːr/; Tiếng Slav Giáo hội cổ: ц︢рь), còn gọi là Nga hoàng, là tước vị chính thức của các vua trong lịch sử Nga từ năm 1547 đến năm 1721 và là tên gọi không chính thức của các Hoàng đế của Đế quốc Nga từ đó về sau.
Thực ra, vị vua đầu tiên xưng Sa hoàng là Simeon I của Bulgaria. Đây cũng là tước vị của các vị vua của Bulgaria trong thời gian 893-1014, 1085-1396 và 1908-1946; và của các vua Serbia trong thời gian 1346-1371.
Trên thực tế, Sa hoàng được xem là nguyên thủ quốc gia suốt chiều dài lịch sử Nga kể từ khi Moskva trở thành một công quốc độc lập cho đến chế độ quân chủ bị lật đổ vào tháng 2 năm 1917. Như vậy Sa hoàng kế thừa các đại công tước Moskva, và là tiền thân của các Hoàng đế Nga. Trong những thời kỳ thiếu Sa hoàng, như "Thời kì lộn xộn" (1610 - 1613), Giáo trưởng Moskva, là người đứng đầu Giáo hội Chính thống giáo Nga, đóng vai trò như vua Nga và nguyên thủ quốc gia.

## Lịch sử
Từ nguyên của Tsar có nghĩa là "nguyên thủ quốc gia", "quân vương", "người đứng đầu", và cũng là tước vị chính thức của quân vương, hoặc người mang danh hiệu đó. Từ này bắt nguồn từ danh hiệu "Caesar" có từ thời La Mã cổ đại. Theo nghĩa hẹp, từ Царь (tiếng Anh: Tsar, gốc từ tiếng Latin Caesar, viết theo tiếng Nga là Цезарь) có họ hàng với từ tiếng Đức Kaiser và là tước vị chính thức của các vua Nga từ năm 1547 đến năm 1721.
Trước năm 1547, đứng đầu quốc gia Moskva là một Đại công tước (Великий князь, Velikiy Knyaz). (Hồi đó các vua Nga thực ra là lãnh chúa từng vùng, phạm vi quyền lực hạn chế nên chỉ là Đại công tước). Năm 1547 Đại công tước Moskva là Ivan IV, tức Ivan Hung đế (Иван Грозный) xưng là Sa hoàng (Царь) để khẳng định vị trí đặc biệt hơn hẳn các đại công tước khác. Tước vị đó đặt Ivan IV ngang hàng với các vua chúa châu Âu, coi như ông là ngưởi kế thừa các hoàng đế Đông La Mã năm xưa. Thực ra, sau khi Đông La Mã sụp đổ thì các đại công tước Ivan III và Vasily III xứ Moskva đã xưng làm "Sa hoàng" khi giao tiếp với các nước nhỏ như Livonia. Đế hiệu chính thức của các Sa hoàng Nga là "Sa hoàng và Đấng cầm quyền chuyên chính của toàn Nga".
Năm 1721, Pyotr I, tức Pyotr Đại đế (Пётр Великий), đổi tước hiệu từ Sa hoàng thành Hoàng đế (Император Imperator), là từ cùng gốc với từ Emperor của Tây Âu, nhưng tước vị Sa hoàng vẫn được dùng một cách không chính thức để gọi hoàng đế Nga cho đến khi Cách mạng tháng Hai năm 1917 lật đổ chế độ quân chủ. Hoặc, xem tước hiệu đầy đủ của Hoàng đế Nikolai II, ông xưng làm "Hoàng đế và Đấng cầm quyền chuyên chính của Nga" kèm theo nhiều danh hiệu khác như "Sa hoàng của Moskva, Kiev, Vladimir, Novgorod, Kazan, Astrakhan, Siberia, Chersonesos dãy Taurus, Gruzia…".

## Các Sa hoàng trong lịch sử Nga

### Nhà Ryurik
| Ảnh | Tên                     | Năm sinh - Năm mất | Năm trị vì                        |
| --- | ----------------------- | ------------------ | --------------------------------- |
|     | Ivan IV (Ivan Bạo Chúa) | 1530 - 1584        | 26 tháng 1 1547 - 28 tháng 3 1584 |
|     | Fyodor I                | 1557 - 1598        | 28 tháng 3 1584 - 17 tháng 1 1598 |

### Thời kỳ hỗn độn(1598 - 1613)

#### Nhà Godunov
| Ảnh | Tên           | Năm sinh - Năm mất   | Giai đoạn trị vì                  |
| --- | ------------- | -------------------- | --------------------------------- |
|     | Boris Godunov | 1550/ c. 1551 - 1605 | 3 tháng 3 1598 - 23 tháng 4 1605  |
|     | Fyodor II     | 1589 - 1605          | 23 tháng 4 1605 - 11 tháng 6 1605 |

#### Giai đoạn tiếm ngôi
| Ảnh | Tên                      | Năm sinh - Năm mất | Giai đoạn trị vì                  |
| --- | ------------------------ | ------------------ | --------------------------------- |
|     | Người mạo danh Dmitriy I | 1581 - 1606        | 30 tháng 6 1605 - 27 tháng 5 1606 |

#### Nhà Shuisky
| Ảnh | Tên               | Năm sinh - Năm mất | Giai đoạn trị vì                  |
| --- | ----------------- | ------------------ | --------------------------------- |
|     | Vasili Shuisky IV | 1552 - 1612        | 27 tháng 5 1606 - 27 tháng 7 1610 |

#### Giai đoạnHội đồng 7 vị Boyars(27 tháng 7 1610 - 4 tháng 11 1612)
(Từ ngày 6 tháng 12 năm 1610 (thiếu Władysław IV Vasa):
- Hoàng thân Fyodor Ivanovich Mstislavsky
- Hoàng thân Ivan Mikhailovich Vorotynsky (to March 1611)
- Mikhail Fyodorovich Nagoy (from March 1611)
- Hoàng thân Andrey Vasilyevich Trubetskoy
- Hoàng thân Vasily Vasilyevich Golitsyn (to 8 April 1611)
- Ivan Simeyonovich Kurakin (from 8 April 1611)
- Hoàng thân Boris Mikhailovich Lykov-Obolenskiy
- Ivan Nikitich Romanov
- Fyodor Ivanovich Sheremetev

#### Giai đoạnHội đồng toàn lãnh thổ(17 tháng 4 1611 - 26 tháng 7 1613):
- Prokopy Petrovich Lyapunov (to 1 August 1611)
- Hoàng thân Dmitry Timofeyevich Trubetskoy
- Ataman Ivan Martynovich Zarutsky (to 7 August 1612)

### Nhà Romanov(1613-1917)
| Ảnh | Tên                                     | Năm sinh - Năm mất | Giai đoạn trị vì |
| --- | --------------------------------------- | ------------------ | --- |
|     | Mikhail I                               | 1596 - 1645        | 21 tháng 7 năm 1613 - 23 tháng 7 năm 1645 |
|     | Aleksei                                 | 1629 - 1676        | 23 tháng 7 năm 1645 - 7 tháng 2 năm 1676 |
|     | Fyodor III                              | 1661 - 1682        | 7 tháng 2 năm 1676 - 7 tháng 5 năm 1682 |
|     | Pyotr I (Đại đế)                        | 1672 - 1725        | 7 tháng 5 năm 1682 (cùng trị vì với Ivan V cho đến 1696) (1682-1689: Công chúa Sophia Alekseyevna) nhiếp chính - 2 tháng 11 năm 1721 (tự xưng Hoàng đế của tất cả nước Nga)      |
|     | Ivan V (cùng trị vì với Pyotr I)        | 1666 - 1696        | 2 tháng 6 năm 1682 - 8 tháng 2 năm 1696 |
|     | Ekaterina I                             | 1684 - 1727        | 8 tháng 2 năm 1725 - 17 tháng 5 năm 1727 |
|     | Pyotr II                                | 1715 - 1730        | 18 tháng 5 năm 1727 - 30 tháng 1 năm 1730 |
|     | Anna                                    | 1693 - 1740        | 13 tháng 2 năm 1730 - 28 tháng 10 năm 1740 |
|     | Ivan VI                                 | 1740 - 1764        | 28 tháng 10 năm 1740 - 6 tháng 12 năm 1741 |
|     | Elizaveta I                             | 1709 - 1762        | 6 tháng 12 năm 1741 - 5 tháng 1 năm 1762 |
|     | Pyotr III                               | 1728 - 1762        | 5 tháng 1 năm 1762 - 9 tháng 7 năm 1762(bị ám sát) |
|     | Ekaterina II (Đại đế)                   | 1729 - 1796        | 9 tháng 7 năm 1762 - 17 tháng 11 năm 1796 |
|     | Pavel I                                 | 1754 - 1801        | 17 tháng 11 năm 1796 - 23 tháng 3/24 tháng 3 năm 1801 (bị ám sát) |
|     | Aleksandr I                             | 1777 - 1825        | 24 tháng 3 năm 1801 - 1 tháng 12 năm 1825 |
|     | Konstantin I                            | 1779 - 1831        | 1 tháng 12 năm 1825 - 26 tháng 12 năm 1825 (thoái vị) |
|     | Nikolai I                               | 1796 - 1855        | 26 tháng 12 năm 1825 - 2 tháng 3 năm 1855 |
|     | Aleksandr II (Người giải phóng)         | 1818 - 1881        | 2 tháng 3 năm 1855 - 13 tháng 3 năm 1881 (bị ám sát) |
|     | Aleksandr III (Người mang lại hoà bình) | 1845 - 1894        | 13 tháng 3 năm 1881 - 1 tháng 11 năm 1894 |
|     | Nikolai II (Tử vì đạo)                  | 1868 - 1918        | 1 tháng 11 năm 1894 - 15 tháng 3 năm 1917 (thoái vị) |
|     | Đại công tước Mikhail Alelsandrovich    | 1878 - 1918        | 15 tháng 3 năm 1917 - 16 tháng 3 năm 1917 (Kế vị Nikolai II, tuy nhiên bị buộc thoái vị ngay sau đó. Về sau thỉnh thoảng cũng xưng hiệu là "Mikhail II", nhưng không chính thức. |

## Các tước vị trong hoàng gia
- Царица Tsaritsa — Sa hậu hoặc nữ Sa hoàng
- Цесаревич Tsesarevich — Thái tử, tước vị đầy đủ là Наследник Цесаревич Naslednik Tsesarevich; không chính thức gọi là Наследник Naslednik, nghĩa là Người kế vị.
- Царевич Tsarevich — Hoàng tử. Trước kia từ này được dùng để chỉ thái tử thay vì Tsesarevich. Các hoàng tử không phải là người kế vị và các hoàng tôn (cháu nội vua) thì được phong Đại công tước.
- Царевна Tsarevna — Hoàng nữ
- Цесаревна Tsesarevna — Thái tử phi (vợ của Thái tử)